# Служу Советскому Союзу (телепередача)
«Служу Советскому Союзу» — еженедельная телепередача «о воинах и для воинов», выходившая на Центральном телевидении СССР по воскресеньям в 10:00 сразу после передачи «Будильник» (с повтором по понедельникам). Просмотр телепередачи был рекомендован Главным политическим управлением Советской Армии и Флота. Время для просмотра телепередачи в воскресные дни отводилось в распорядке дня каждой советской воинской части. «Служу Советскому Союзу» была самой рейтинговой телепередачей в Советском Союзе после информационной программы «Время» — её смотрели около 30 % телезрителей («Время» — 55 %). Помимо телепередачи, под одноименным названием велась регулярная рубрика в газете «Правда», а также радиожурнал на Всесоюзном радио (см. ниже Радиожурнал «Служу Советскому Союзу»). В частях практиковались также устные доклады на темы выпусков телепередачи.

## Появление и предшественники
3 июля 1960 года в эфире Первой программы ЦТ появилась вскоре ставшая еженедельной рубрика «Для воинов Советской армии и флота», в рамках которой по воскресеньям показывали документальные и художественные фильмы, тележурналы, репортажи и концерты. Со временем она приобрела формат отдельной получасовой, а затем часовой передачи, которая с 22 июля 1973 года начала выходить под названием «Служу Советскому Союзу». Как отмечает доктор исторических наук В. В. Егоров, сам долгое время работавший на Центральном телевидении, специальная еженедельная армейская и флотская передача продолжила традиции телевизионного альманаха «Подвиг» (выходил со 2 марта 1965 года, а первым ведущим являлся военный писатель С. С. Смирнов). 
«Служу Советскому Союзу» представляла собой совокупность интервью, репортажей, выступлений с участием военнослужащих. Главное политическое управление Советской армии в своих циркулярах рекомендовало командирам частей и политработникам организовывать коллективные просмотры этой передачи солдатами, так что аудиторией она была обеспечена. Однако не все воинские начальники с энтузиазмом принимали съёмочные группы ЦТ.

## Формат и целевая аудитория
Передача освещала будни боевой и политической подготовки частей и соединений Вооружённых Сил СССР, культурно-массовые и праздничные мероприятия, а также различные вопросы, касающиеся службы в Вооружённых силах. Съемочная группа вместе с ведущим отправлялись с визитами в различные части и гарнизоны советских войск, как на территории Советского Союза, так и в места советского военного присутствия за рубежом. В объектив телекамеры, главным образом, попадали военнослужащие срочной службы — простые солдаты и матросы, сержанты и старшины, на чьей повседневной службе и была сфокусирована передача. Зрители отправляли по почте заявки в редакцию с просьбами показать в эфире ту или иную военную песню в исполнении популярных исполнителей. Некоторые советские песенные коллективы и сольные исполнители обязаны своей популярностью именно передаче «Служу Советскому Союзу» (например, ансамбль «Лейся, песня»). Эта передача поначалу имела точный адрес: она была создана для армии, об армии. Но впоследствии признали её не только армейские зрители. Она приобрела популярность в широкой аудитории — и среди тех, кто отслужил в рядах армии, и среди юношей-призывников, и среди родных и близких военнослужащих. Смотрели передачу и дети дошкольного возраста

## Последние годы выпуска передачи
В главной информационной программе СССР «Время» Афганистан и происходившие там события упоминались в основном лишь устно. Монополистом в освещении афганских событий стала передача «Служу Советскому Союзу» — единственная военно-пропагандистская передача Министерства обороны СССР. На протяжении длительного времени она была и оставалась примером советской военной тележурналистики. Однако в процессе перестройки, к 1991 году стало понятно, что стиль подачи информации, как и её жанры, уже устарели. Попытки изменить её лицо предпринимались с 1989 по 1991 год. Передача пыталась выйти на новые темы, проблемы, но эти проблемы, в частности дедовщину, было крайне сложно освещать, особенно в телевизионном эфире, так как никто из военного руководства не был заинтересован в огласке статистики преступлений, совершаемых на почве неуставных отношений. Тем не менее, попытки изменить стиль передачи и способ подачи материала имели успех, но в неразберихе, возникшей с распадом СССР, о передаче просто-напросто забыли.

## В культуре
- По словам Юрия Полякова, эта передача в армии именовалась «В гостях у сказки»[12]. Писатель Владимир Войнович вспоминает, что стал смотреть передачу «Служу Советскому Союзу», потому что очень любил смотреть «всякие эти пушки, танки, самолёты»[13].
- Передача упоминается во многих художественных произведениях на армейскую тематику. Так, например, в романе Дмитрия Грунюшкина «9 рота» герои романа каждое воскресенье в Ленинской комнате в принудительном порядке смотрели «Служу Советскому Союзу»[14]. В романе Алексея Баскакова «Золотая чума» герой романа, капитан КГБ Сергей Мельников, прилетев в отдалённую военную часть, про себя отмечает её образцовый облик[15]:

Здесь же все было чётко — будто в подмосковной образцовой военной части, куда постоянно наведывается большое начальство. Одним словом, хоть показывай в передаче «Служу Советскому Союзу»

## Радиожурнал «Служу Советскому Союзу»
Получасовой журнал появился в эфире Первой программы Всесоюзного радио в 1970 году и просуществовал до конца 1980-х. Программу эту создал в 1970 году и вёл радиожурналист Виктор Бысько (Главная редакция пропаганды Центрального Внутрисоюзного радиовещания Гостелерадио СССР), а позже в 80-е годы её готовили Ким Кухолев и Александр Абрамов. Как это видно из названия, она была адресована воинам Советской армии и включала очень широкий круг тем от специальных армейских, корреспонденций из частей армии, материалов из истории вооруженных сил до самых житейских, звуковых писем родных и близких воинов, армейского юмора и т. д. Удивительно, что авторам такой, казалось бы, сугубо «специальной» передачи удавалось добиваться очень высокого рейтинга. Этому способствовало, в том числе, разнообразие жанров радио (от радиорепортажа до радиофильма), которые авторы филигранно использовали, а также то, что радиожурналисты рассказывали не об армии в целом (тем более, что воинские части были везде более-менее одинаковы), а о конкретных людях — солдатах и офицерах, служащих в этих частях, об их характерах и мыслях, надеждах, а иногда и о подвигах. Таким образом, передачу слушало огромное количество людей, весьма далёких от армейской службы. Радиожурнал выходил еженедельно в 14:00 по Первой программе Всесоюзного радио, а вслед за ним в 14:30 постоянно передавался Концерт по заявкам воинов. Некоторое время один из выпусков радиожурнала «Служу Советскому Союзу» (1 раз в месяц) готовился для воинов-пограничников. Он так и назывался «На дальнем пограничье», но, кроме этой конкретной адресности, практически ничем не отличался от основного выпуска.

## Современность
После 1991 года Министерством обороны было принято решение о создании центральной телерадиостудии, чтобы на новом уровне возродить военно-патриотическое воспитание молодёжи. Ещё в перестроечные годы стремительно менялись формы, жанры и методы работы телевидения с армией. Вместо программы «Служу Советскому Союзу» появилась передача «Армейский магазин», которая, — как иронизирует по этому поводу В. В. Егоров, — отличалась от первой «как торговая точка от учебного полигона», как ток-шоу от документальных программ. В эти годы, в частности, успел проявить себя как способный проповедник армейских традиций известный телепропагандист, генерал Д. Волкогонов. По этому поводу полковник М. В. Ядрышников замечает: «Вообще, патриотическое воспитание — вопрос сложный, но нужный. Я, как военком, могу судить об этом не понаслышке. Раньше по телевизору шла передача „Служу Советскому Союзу“… А что наши дети видят по телевизору? Какие-то боевики, с морем крови, драками и насилием. Какие-то бессмысленные шоу. Как можно воспитать молодого человека, подготовить его к военной службе, если он и понятия не имеет, что такое эта армия?». Вскоре, однако, появилась передача «Служу Отечеству», потом — «Служу России». Далее на первом и втором федеральных каналах одновременно появляются и «Служу Отечеству», и «Служу России». Были попытки создания авторской передачи — «Аты-баты», «Присяга» — даже несмотря на то, что это были непропагандистские передачи, эти эксперименты были недолговечными. Основными проблемами стали скудное кадровое финансирование и частая смена руководства телеканалов. Профессиональные журналисты не спешили уходить в военную журналистику. Ситуацию в некотором роде спас переход военных корреспондентов на гражданские каналы.
| Телеканал                 | Название                                 | Язык       | Ведущий           |
| ------------------------- | ---------------------------------------- | ---------- | ----------------- |
| Первый канал ОТР          | «Служу Отчизне»                          | русский    | Вячеслав Корнеев  |
| Россия-1                  | «Военная программа Александра Сладкова»  | русский    | Александр Сладков |
| «Звезда»                  | «Служу России»                           | русский    | Юрий Подкопаев    |
| «ТВ Центр»                | «Марш-бросок»                            | русский    | Михаил Долгих     |
| Первый национальный канал | «Армия»                                  | украинский | Влад Волошин      |
| УТР                       | «Служу Украине»                          | украинский |                   |
| 5 канал                   | «ДМБ» (Доблесть, Мужество, Благородство) | украинский |                   |
| Первый национальный       | «Арсенал»                                | русский    |                   |
| ОНТ                       | «Военное обозрение»                      | русский    |                   |
| СТВ                       | «Анфас»                                  | русский    |                   |
| «Хабар»                   | «Дела армейские»                         | русский    | Пётр Шарипов      |
| «Хабар»                   | «Айбын»                                  | казахский  | Рысбек Сейдомар   |

В настоящий момент в России транслируются «Служу России» и ряд мелких проектов. С 2003 по 2016 год по воскресеньям в 7:50 по Первому каналу, а с 2016 года по субботам в 8:00 по ОТР идёт телепередача «Служу Отчизне», которая рассказывает о военных специальностях, боевых искусствах, военных видах спорта, новых образцах оружия. 
Первый ведущий программы «Служу Отчизне» — заслуженный артист Борис Галкин — за свою творческую жизнь снялся в десятках фильмов на военную тематику. Однако большинство зрителей программы уверены, что лучшей его ролью была роль лейтенанта Тарасова. С сентября 2018 года программу ведёт военнослужащий Вячеслав Корнеев. О таких людях и рассказывает передача.
Передача повествует о тех, кто посвятил свою жизнь службе России. В выборе тем для программы, редакция также ориентируется и на будущих защитников отечества, для тех, кто ещё не сделал свой выбор. Для них рассказывается о разных воинских специальностях, боевых искусствах и военных видах спорта, новых образцах оружия и военно-патриотических клубах. Для родителей юных телезрителей, каждый раз подробно рассказывается об особенностях и условиях призыва в армию, в студию приглашаются отвечающие за это офицеры, которым задаются те вопросы, которые часто звучат в письмах на адрес редакции.
По прогнозам интернет-издания Lenta.ru программа «Служу России» с Даной Борисовой в роли ведущей должна была стать самым рейтинговым проектом телеканала «Звезда», сохранив при этом концепцию двадцатилетней давности. Однако проект с участием Борисовой на телевидении не заладился.